# Serie del Caribe 2005
La Serie del Caribe 2005 fue la edición número 47 del clásico caribeño, un evento deportivo de béisbol profesional, que se disputó en el Estadio Teodoro Mariscal de la ciudad de Mazatlán, estado de Sinaloa, México. Esta serie reunió a los equipos de béisbol profesional campeones de los países que integran la Confederación del Caribe: Venezuela, República Dominicana, Puerto Rico y México.
La Serie se realizó del 1 al 6 de febrero de 2005 y fue ganada por el representante mexicano, Venados de Mazatlán.

## Resultados finales
Los Venados de Mazatlán dieron a México su quinta victoria en Series del Caribe ganando cinco de sus seis partidos disputados.
| Equipo              | Liga            | Ganados | Perdidos |
| ------------------- | --------------- | ------- | -------- |
| Venados de Mazatlán | México          | 5       | 1        |
| Tigres de Aragua    | Venezuela       | 3       | 3        |
| Águilas Cibaeñas    | Rep. Dominicana | 2       | 3        |
| Indios de Mayagüez  | Puerto Rico     | 1       | 4        |

### Martes 1 de febrero de 2005
Los Venados de Mazatlán, representantes de México, abrieron la noche del 1 de febrero, la Serie del Caribe 2005 de Béisbol Profesional con victoria de 4-0 sobre el equipo venezolano, los Tigres de Aragua. El ganador del partido fue el lanzador Francisco Campos, (Pancho Ponches) quien permitió solo tres hits.
El primer juego de la noche, entre las Águilas de Cibao por la República Dominicana y los Indios de Mayagüez por Puerto Rico tuvo que posponerse debido a retrasos en el vuelo que traía al equipo dominicano hasta Mazatlán.

### Miércoles 2 de febrero de 2005
En la segunda jornada de la Serie, los Tigres de Aragua vencieron a los favoritos, las Águilas del Cibao con marcador de 7-0. Los Tigres lograron batear 11 imparables mientras que los lanzadores de Venezuela, siete en total, lograron mantener a raya al equipo de la República Dominicana hasta el noveno episodio, pero en una fuerte reacción, lograron llevar la cuenta hasta 5 gracias a un doblete de Miguel Tejada con las bases congestionadas.
En el segundo encuentro de la noche, los Venados de Mazatlán ganaron su segundo encuentro con resultado de siete carreras a cinco sobre los Indios de Mayagüez. Los Indios anotaron dos carreras en el tercer episodio, pero los Venados contraatacaron en el mismo episodio con cinco carreras, una en el cuarto y otra en el quinto. Hacia el final, los Indios lograron anotar otras tres carreras.

### Jueves 3 de febrero de 2005
Durante la tercera jornada de la serie, los Tigres de Aragua lograron su segunda victoria frente a los Indios de Mayagüez de seis carreras a cinco, manteniendo las esperanzas de obtener el título. Los Tigres atacaron desde la primera entrada anotándole tres carreras al lanzador Omar Olivares, quién debió salir temprano del juego llevándose la derrota.
En el segundo juego, impulsados por su público, los Venados de Mazatlán volvieron a ganar, esta vez a las Águilas del Cibao con score de 7-1. El lanzador de los Venados, Pablo Ortega, logró dominar durante ocho episodios a la Águilas, permitiendo una sola carrera y llevándose la victoria.
Durante la sexta entrada, un espectador cargando una bandera mexicana, se lanzó al campo de juego y corrió las bases ente la sorpresa de los jugadores y los aplausos del público. Luego de su carrera, el espectador fue conducido fuera del parque y el juego continuó.

### Viernes 4 de febrero de 2005
En el primer encuentro de la jornada, las Águilas del Cibao batieron a los Indios de Mayagüez ocho (8) carreras a tres (3), obteniendo así su primera victoria de la serie. El lanzador ganador fue Douglas Linton, con relevo de Robinson Tejeda, quienes mantuvieron sin anotaciones a los Indios hasta la novena entrada.
En el segundo partido, Alexander Cabrera, de los Tigres de Aragua, sacó literalmente la pelota del parque para impulsar tres (3) carreras y dar una ventaja decisiva a su equipo, que ganó cinco (5) carreras por cuatro (4) a los hasta ese momento invictos Venados de Mazatlán, empatando con ellos la edición 47 de la Serie del Caribe. El lanzador ganador fue Ricardo Palma, con rescate de Elio Serrano en las dos últimas entradas. El cuadrangular de "El Samurai" quizás sea el más descomunal que se haya visto en una Serie del Caribe.

### Sábado 5 de febrero
Los partidos de la jornada de hoy no pudieron llevarse a cabo debido a la fuerte lluvia que cayó sobre Mazatlán.

### Domingo 6 de febrero
En el primero de los juegos pospuestos el día anterior, las Águilas del Cibao vencieron a los Tigres de Aragua cinco (5) carreras pr uno (1). Los Tigres no lograron en varias ocasiones concretar anotaciones, dejando inclusive en una (1) entrada a tres (3) hombres en las bases. Miguel Batista fue el lanzador ganador, permitiendo solo cuatro (4) imparables en seis (6) entradas.
Los Venados de Mazatlán ganaron a los Indios de Mayagüez por cinco (5) carreras a cero (0). El lanzador Jorge Campillo dominó sin problemas a los Indios durante ocho (8) entradas mientras que la ofensiva de los Venados lograba anotar en cinco ocasiones.
Los Indios de Mayagüez salieron de la racha de 12 derrotas seguidas en Series del Caribe al ganarle a los Tigres de Aragua en doce (12) entradas, cuatro (4) carreras por tres (3). Al final fue un cuadrangular de Randy Ruiz lo que permitió concluir el partido de cuatro (4) horas de duración con victoria de los boricuas. Antes, en la undécima entrada, Puerto Rico había anotado una carrera, pero Venezuela logró empatar nuevamente.
Con una quinta victoria, los Venados de Mazatlán aseguraron el título de la Serie del Caribe al vencer cuatro (4) carreras por tres (3) a las Águilas del Cibao. El lanzador abridor, Francisco Campos, solo permitió dos imparables en ocho (8) entradas, al tiempo que la ofensiva de México anotaba cuatro (4) carreras. En la última entrada, los dominicanos reaccionaron anotando tres carreras que no fueron suficientes, perdiendo así el partido.

### Lunes 7 de febrero
El partido que se tenía previsto para efectuarse ese día, no se llevó a cabo dado que no afectó el resultado de la Serie ya establecido. Este partido se había programado para reemplazar el partido inaugural entre las Águilas del Cibao y los Indios de Mayagüez, pero tuvo que ser suspendido cuando las Águilas no lograron llegar a Mazatlán por retrasos en su vuelo.
| Bandera de México           |
| Campeón Venados de Mazatlán |
| Primer título               |